# Phanaeus tridens
Phanaeus tridens är en skalbaggsart som beskrevs av François Louis Nompar de Caumont de Laporte 1840. Phanaeus tridens ingår i släktet Phanaeus och familjen bladhorningar.

## Underarter
Arten delas in i följande underarter:
- P. t. balthasari
- P. t. moroni